# 구보타 료 (2001년)
구보타 료(일본어: 窪田 稜, 2001년 1월 5일~)는 일본의 축구 선수이다.

## 구단 경력
그는 2019년 J2리그의 츠바이겐 가나자와에 입단했다. 2021년까지 47경기에 출전하여, 1득점을 넣었다. 2021년 8월 J3리그의 FC 기후로 이적했다. 2023년까지 79경기에 출전하여, 15득점을 넣었다. 2024년 J2리그의 에히메 FC로 이적했다. 2025년 7월 J1리그의 요코하마 FC로 이적했다.